# Tautogolabrus
Tautogolabrus – rodzaj ryb okoniokształtnych z rodziny wargaczowatych.

## Klasyfikacja
Gatunki zaliczane do tego rodzaju:
- Tautogolabrus adspersus – tautoga niebieska[potrzebny przypis]